# Севастопольская медаль
Севастопольская медаль (тур. Sivastopol Madalyasi) — военная награда Османской империи, которая была учреждена в 1855 году, после взятия города Севастополь во время Крымской войны. Севастопольской медалью были награждены некоторые командиры Османской империи, Французской империи, Сардинского королевства и Британской империи, которые отличились при осаде и штурме Севастополя в 1854—1855 годах. Всего  известно 21 награждение. Медаль была придумана и изготовлена Мустафой Эфенди.

## Описание
Севастопольская медаль отчеканена из золота. Имеет диаметр 37 мм.
На аверсе изображён знак султана Османской империи Абдул-Меджида I, окруженный лавровыми ветвями и надписью «Севастополь 1271».
На реверсе изображено различное оружие, на земле — перевёрнутый флаг Российской империи; возвышающимися надо всем остальным флагами Османской империи, Британской империи, Французской империи; надпись «Севастополь 1855».